# Karstädt (Mecklenburg)
Die Gemeinde Karstädt gehört zum Amt Grabow im Landkreis Ludwigslust-Parchim in Mecklenburg-Vorpommern (Deutschland).

## Geografie und Verkehrsanbindung

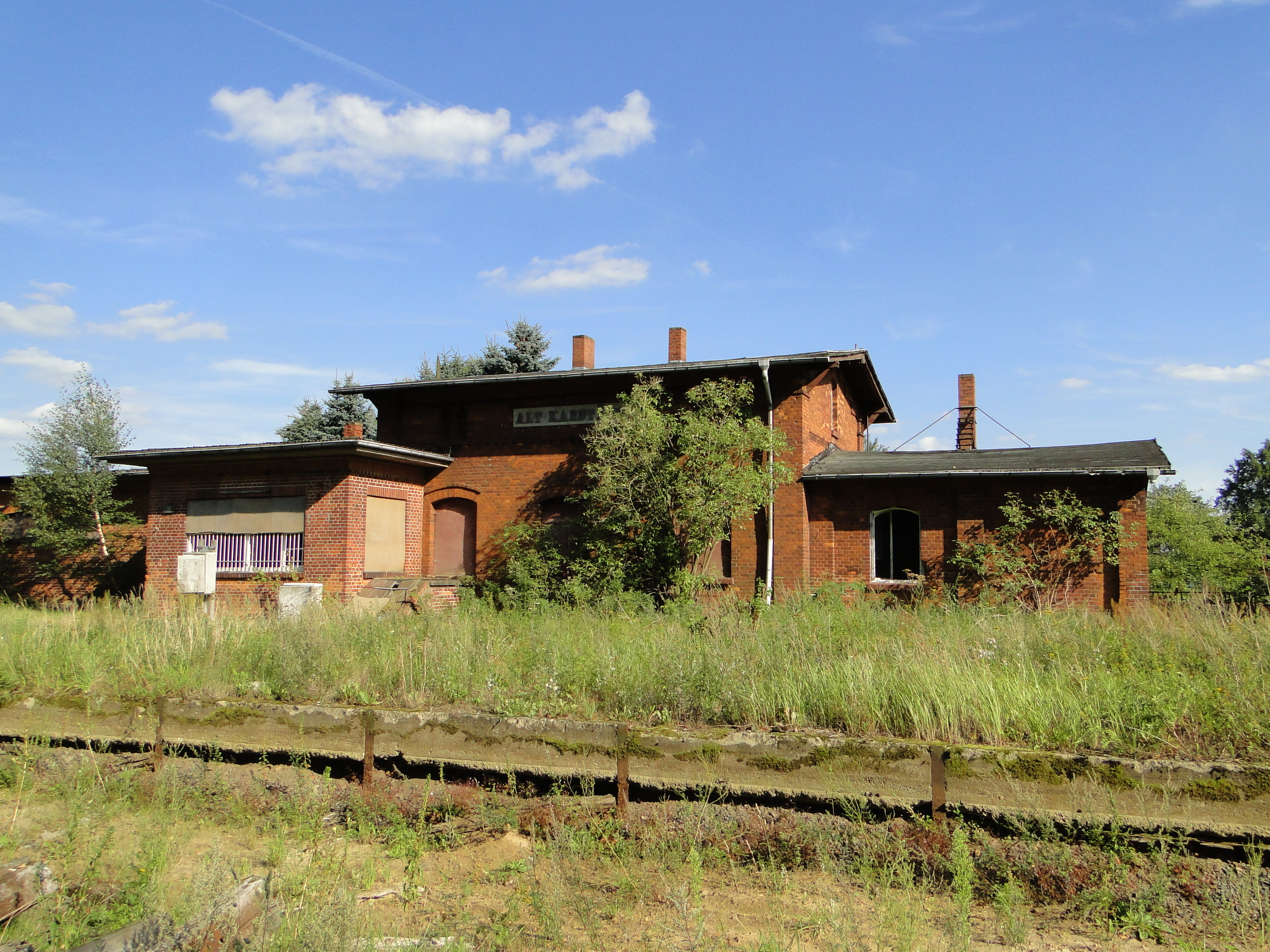
Ehemaliger Bahnhof Alt Karstädt

Karstädt liegt etwa drei Kilometer südlich von Ludwigslust am östlichen Rand der Griesen Gegend. Die Bundesstraße 191 führt durch den Ort, die Bundesstraße 5 erreicht man in drei Kilometern Entfernung. Der nächste Bahnhof befindet sich in Ludwigslust. Die früher durch Karstädt führende Bahnstrecke Ludwigslust–Dömitz wurde 2001 stillgelegt und 2006/2007 abgebaut.
Zu Karstädt gehört die Siedlung Neu Karstädt.
Umgeben wird Karstädt von den Nachbargemeinden Ludwigslust im Westen und Norden, Grabow im Osten sowie Eldena im Süden.

## Geschichte
Bodenfunde deuten darauf hin, dass es in der Gemarkung Karstädt bereits seit der Steinzeit eine Besiedlung gegeben haben muss. Gegründet wurde Karstädt in den dreißiger Jahren des 13. Jahrhunderts. In der ersten urkundlichen Erwähnung aus dem Jahr 1259 wird Karstädt von Graf Volrad von Grabow für 200 slawische Mark an Grabow veräußert und war von nun an Kämmereidorf dieser Stadt. Die im 18. Jahrhundert entstandene Siedlung Muddelmasch in der Nähe von Karstädt trägt seit Mitte des 19. Jahrhunderts den Namen „Neu-Karstädt“. Am 1. Juli 1950 wurde Neu Karstädt nach Karstädt eingemeindet.

## Politik

### Gemeindevertretung und Bürgermeister
Der Gemeinderat besteht (inkl. Bürgermeister) aus 9 Mitgliedern. Die Wahl zum Gemeinderat am 26. Mai 2019 hatte folgende Ergebnisse:
| Partei/Bewerber           | Prozent | Sitze |
| ------------------------- | ------- | ----- |
| Einzelbewerber M. Schuldt | 17,83   | 1     |
| Einzelbewerber R. Schuldt | 16,14   | 1     |
| Einzelbewerber Baerwinkel | 14,77   | 1     |
| Bündnis 90/Die Grünen     | 14,14   | 1     |
| Einzelbewerber Kaatz      | 11,92   | 1     |
| Einzelbewerber Ringel     | 8,02    | 1     |
| Einzelbewerber Schreiber  | 6,22    | 1     |
| Einzelbewerber Micklitz   | 5,70    | 1     |

Bürgermeister der Gemeinde ist Thomas Banisch, er wurde mit 59,26 % der Stimmen gewählt.

### Wappen
| Wappen von Karstädt | Blasonierung: „In Rot ein schreitender, den linken Vorderfuß anhebender goldener Stier mit aufgeworfenem Schweif, darüber ein abnehmender, gesichteter goldener Halbmond.“ |
| Wappen von Karstädt | Wappenbegründung: Im Wappen wird mit dem Stier auf den traditionellen Haupterwerbszweig der Einwohner, die Landwirtschaft, verwiesen, insbesondere auf die Viehwirtschaft. Der dem nachreformatorischen Wappen der Stadt Grabow entlehnte Halbmond soll an die jahrhundertelange einstige Zugehörigkeit der Orte zur städtischen Kämmerei erinnern. Das Wappen und die Flagge wurde von dem Schweriner Heraldiker Karl-Heinz Steinbruch gestaltet. Es wurde zusammen mit der Flagge am 11. Juni 2009 durch das Ministerium des Innern genehmigt und unter der Nr. 323 der Wappenrolle des Landes Mecklenburg-Vorpommern registriert. |

### Flagge

Flagge der Gemeinde Karstädt

Die Flagge ist quer zur Längsachse des Flaggentuchs gestreift von Rot, Gelb und Rot. Die roten Streifen nehmen je sieben Dreißigstel, der mittlere gelbe Streifen sechzehn Dreißigstel der Länge des Flaggentuchs ein. In der Mitte des gelben Streifens liegt das Gemeindewappen, das zwei Drittel der Höhe des Flaggentuchs einnimmt. Die Höhe des Flaggentuchs verhält sich zur Länge wie 3:5.

### Dienstsiegel
Das Dienstsiegel zeigt das Gemeindewappen mit der Umschrift „GEMEINDE KARSTÄDT“.

## Religion

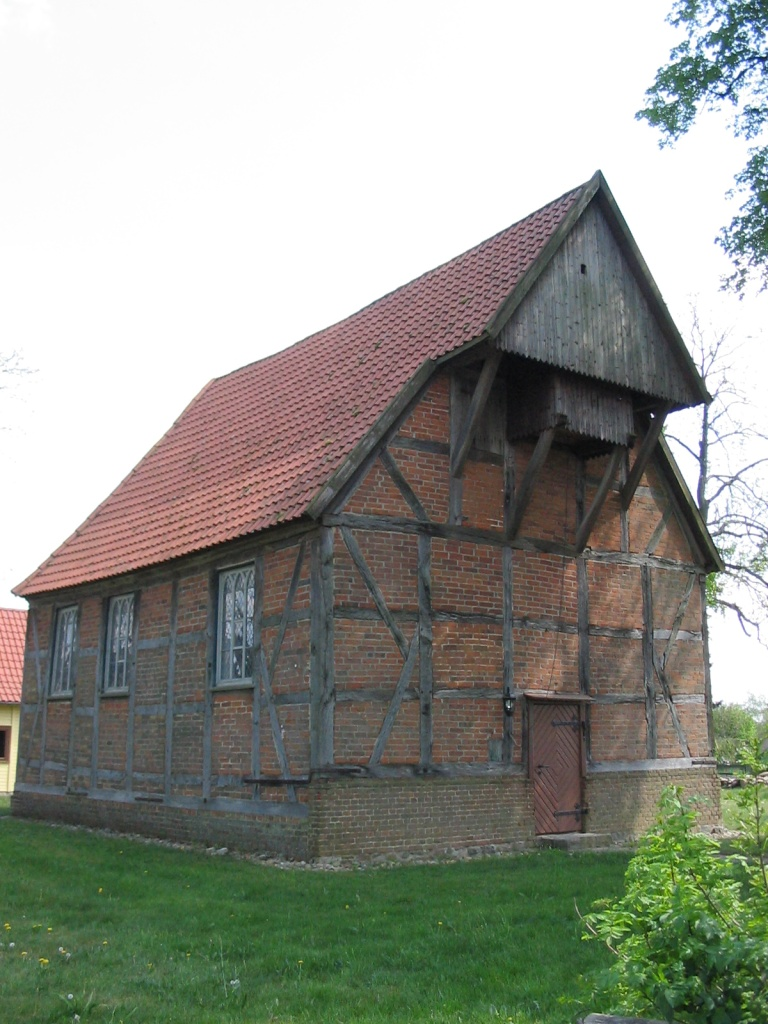
Dorfkirche

Die 1999 sanierte und renovierte Fachwerkkirche gehört zur Kirchgemeinde Grabow/Meckl.; diese wiederum ist Teil der Propstei Ludwigslust im Kirchenkreis Parchim der Evangelisch-Lutherischen Landeskirche Mecklenburgs.

## Persönlichkeiten
- Hermann Schuldt (* 1896 in Alt-Karstädt; † 1980 in Tessin bei Rostock), Politiker (USPD, KPD, SED), Mitglied des Reichstags
- Hermann Schepler (* 1911 in Neu Karstädt; † 1993 in Ludwigslust), Maler und Grafiker